# Sowia Jama III
Sowia Jama III (Dziura nad Sową) – jaskinia, a właściwie schronisko, w Dolinie Kościeliskiej w Tatrach Zachodnich. Wejście do niej znajduje się nad Sową, na wysokości 1060 metrów n.p.m. Jaskinia jest pozioma, a jej długość wynosi 5 metrów.

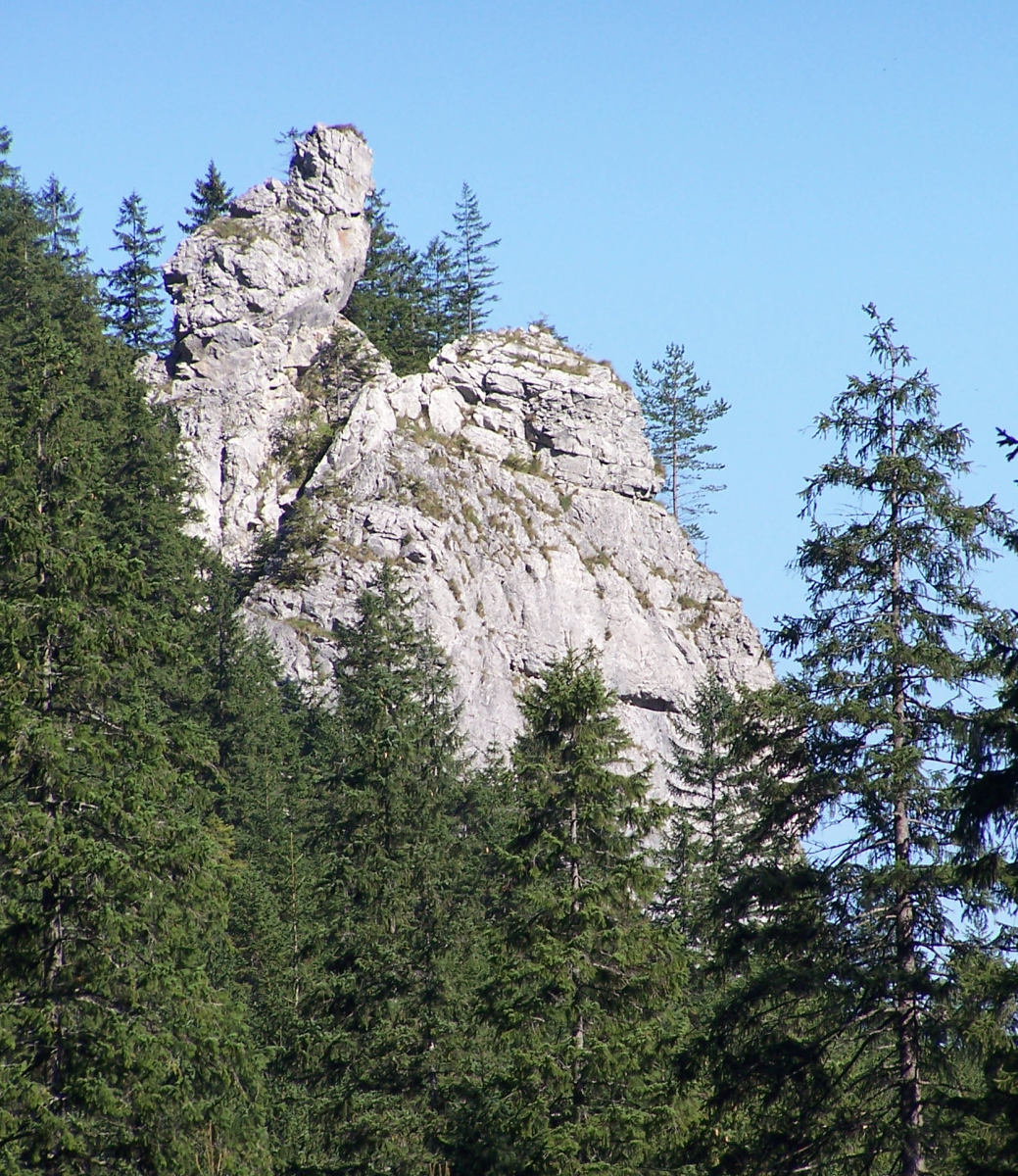
Skała Sowa w Dolinie Kościeliskiej

## Opis jaskini
Jaskinię stanowi poziomy i prosty korytarzyk zaczynający się niewielkim otworze wejściowym, a kończący zawaliskiem. Przy wejściu znajduje się duża wnęka z niskim okapem.

## Przyroda
W jaskini nie ma nacieków ani roślinności. Paprocie, mchy i porosty rosną tylko przy otworze.

## Historia odkryć
Jaskinię odkrył Stefan Zwoliński latem 1935 roku. Sporządzony przez niego jej plan znajduje się w Muzeum Tatrzańskim w Zakopanem.